# Звезде на челу
„Звезде на челу” је југословенски ТВ филм из 1985. године. Режирао га је Жарко Ристић а сценарио су написали Драган Галовић и Милисав Савић.

## Улоге
| Глумац             | Улога |
| ------------------ | ----- |
| Младен Андрејевић  |       |
| Миодраг Андрић     |       |
| Елизабета Ђоревска |       |
| Соња Кнежевић      |       |
| Маја Сабљић        |       |